# Martin Hall
Martin Hall (født 26. april 1963) er en dansk musiker, komponist, sanger og forfatter. Optaget ved Det Kongelige Danske Kunstakademis Billedkunstskoler i 1983. Modtog som komponist Statens Kunstfonds treårige arbejdslegat i 1995. Optaget i Kraks Blå Bog i 2003. Stiftede samme år pladeselskabet Panoptikon. Ophavsmand til omkring 100 pladeudgivelser samt en lang række bogudgivelser.
Store dele af Halls pladeproduktion er – foruden i Skandinavien også udgivet i Tyskland, Holland, Frankrig, England, Italien og USA. Hans bøger er oversat til flere europæiske sprog.

## Historie
1979 til 1982 - Identity, Ballet Mécanique og Before
I 1979 dannede Martin Hall som 16-årig bandet Identity, der debuterede ved den store danske punk/new wave-festival Concert of the Moment i Saltlageret den 9. november 1979. Gruppen skiftede allerede i begyndelsen af 1980 navn til Ballet Mécanique og singledebuterede i maj samme år med pladen Avenues of Oblivion, en periode hvor Hall også var aktiv som solokunstner ved f.eks. Gl. Kongevej 13-AB-projektet. Dannede i efteråret 1980 den danske potspunkgruppe Before med sangeren Fritz “Fatal” Bonfils, ligesom han også spillede med art-rockgruppen No Knox i løbet af vinteren og sommeren 1981.
I efteråret 1981 udkom Ballet Mécaniques debutalbum The Icecold Waters of the Egocentric Calculation, der betragtes som et af den nyere danske musikhistories væsentligste værker (albummet figurerer bl.a. på Politikens Rockleksikons liste over de 50 mest indflydelsesrige danske pladeudgivelser nogensinde). I samme periode samarbejdede gruppen også med Kirsten Dehlholms Billedstofteatret, ligesom Hall på egen hånd medvirkede i antologien Platform og skrev musik til filmen Nattens engel med bl.a. Michael Strunge. I efteråret 1982 opløste Martin Hall Ballet Mécanique og dannede i stedet gruppen Under For.
1983 til 1986 -  Første bogudgivelse og optagelse ved Kunstakademiet
Martin Halls litterære debut, Genopbyggelsen er større end selve skabelsen, fra 1983 vakte ved sin udgivelse opsigt. I sin anmeldelse i Weekendavisen kaldte Bo Green Jensen den bl.a. for ”det mest totale og ekstreme udtryk for uforsonlighed, som jeg nogensinde er stødt på”. Han blev samme år optaget ved Det Kongelige Danske Kunstakademis Billedkunstskoler, i København og spillede i efteråret ved både den klassiske festival ISCM World Music Days i Århus Musikhus samt ved den amerikanske beatdigter William S. Burroughs’ besøg i København. Opførte samme efteråe værket Inskription i Radiohuset.
Martin Hall udgav i perioden 1983-1986 en række plader som solokunstner og i gruppesammenhænge, plader han i øvrigt alle selv designede omslagene til. Han samarbejdede i samme periode også med Nyt Dansk Danseteater, ligesom han skrev og instruerede flere multimedie-opførelser med sit eget teaterensemble The Art Ensemble of Copenhagen. 
1988 til 1994 - ’Presence’ og 'Beat of the Drum'
Udsendte i efteråret 1988 det stort anlagte og i forhold til hans tidligere produktion kommercielle succesalbum Presence, der indeholder singlen Beat of the Drum, det mest spillede danske nummer på radiostationen The Voice det år. Udsendte efterfølgende en række langt mere eksperimenterende plader gennem slutfirsere og starthalvfemserne, hvoraf det mest radikale må siges at være samarbejdet med den på det tidspunkt 67-årige danske (anti-)sangerinde Irma Victoria. Samme solist formåede med det Hall-producerede album The Rainbow Theatre at blive Grammy-nomineret i kategorien ”årets sangerinde” i begyndelsen af 1991, hvilket af mange stadig betragtes som lige dele skandale og sensation.
I efteråret 1993 udgav Martin Hall albummet A Touch of Excellence, med bidrag afr over 50 danske musikere (bl.a. Niels-Henning Ørsted Pedersen, T.S. Høeg samt flere musikere fra Sort Sol). Tog i foråret 1994 på sin første og indtil videre eneste store Danmarksturné.
1995 til 1998 - ’Random Hold’ og ’Uden Titel’
Martin Hall modtog i marts 1995 DJBFA's hæderspris og i april samme år Statens Kunstfonds 3-årige stipendium som komponist. Dette gjorde det muligt for ham selv at finansiere udgivelsen af det roste soloalbum Random Hold, der betragtes som hans væsentligste pladeudgivelse i 1990'erne, og som er med på Politikens Rockleksikons liste over de 50 mest indflydelsesrige plader i dansk rock. 
I 1996 udgav han også sin første roman Verdensdagene, og i 1998 fulgte hans femte bog, den roste tekstsamling Uden titel.
1999 til 2004 - 'Elia' og ’Camille’
Komponerede omkring århundredskiftet musikken til teaterforestillinger som Operanords Gilles' Requiem (1999), Ole Bornedals Østre Gasværk-forestilling Gud bevare Danmark (1999) og musikken og soundtracket til nyopførelsen af Gladsaxe Teaters store satsning ”Kameliadamen”, Camille (Original Soundtrack) (2002). Skrev også musikken til indvielsen af Ingvar Cronhammars store skulptur Elia i Herning (2001).
Blev i maj 2003 optaget i Kraks Blå Bog. Stiftede samme år pladeselskabet Panoptikon, på hvilket han i 2004 udgav Das Mechanische Klavier, et klassisk værk med mezzosopranen Andrea Pellegrini og den tyske litterat Herbert Zeichner i hovedrollerne som henholdsvis solist og fortæller.
2005 til 2007 - ’Den Sidste Romantiker’ og ’Racing Cars’
Udgav i august 2005 tobindsromanen Den sidste romantiker, et 700-siders værk om en ung mands dannelsesrejse fra 1980 til 2005, der gav Martin Hall sit gennembrud som forfatter. I 2006 fulgte albummet Facsimile, Halls på det tidspunkt første soloalbum i syv år.
Han skrev i 2006 lydsporet til ARoS-udstillingen Racing Cars - The Art Dimension (2006), museets til dato mest besøgte. Udsendte i november 2007 bokssættet Catalogue (Martin Hall 1980-2007), med fem cd’er og en dvd med både nyt og gammelt materiale.
2008 til 2009 - Film, tv og ’Hospital Cafeterias’
Debuterede i foråret 2008 som filmskuespiller i den danske storfilm Flammen & Citronen, den mest sete film i Danmark det år. Var samme efterår dommer i DR1's store tv-satsning Talent 2008 sammen med bl.a. filmproducenten Peter Aalbæk Jensen, en proces Hall skildrer i sin bog Vægtløs mand under truende sky (2008). 
I 2009 udgav han det kritikerroste album Hospital Cafeterias, hvorpå han bl.a. samarbejder med Claus Beck-Nielsen Memorial (a.k.a. Das Beckwerk), Else Marie Pade, Knud Odde, Mikkel Meyer, Marquis Marcel de Sade samt medlemmer fra det danske ensemble Efterklang. Meget overraskende besluttede YouTube at bandlyse videoen til nummeret "P.O." fra albummet pga. værkets såkaldt "anstødelige" karakter: Videoen viser en sløret optagelse af en kvindekrop i lingeri lavet af modefotografen hansen-hansen.com, hvilket forårsagede en del polemik. Spillede i oktober og november 2009 sine første koncerter som solist i tre år på Hotel des Nordens i Tyskland, Sankt Pauls Kirken i Århus samt Koncerthuset i DR-byen. Koncerten i Århus blev i 2010 udgivet som DVD. 
2010 til 2013 - 'If Power Asks Why' og 'Phasewide, Exit Signs'
Hall udgav i efteråret 2010 sit første skønlitterære værk i fem år, romanen Kinoplex. Han havde premiere på sit eget tv-program Salon Midwelt, der sendtes ugentligt på DK4 gennem oktober og november. Blandt gæsterne var tidligere kulturminister Per Stig Møller, queer-performerne Miss Fish og Sandra Day, forfatterinden Kirsten Thorup og DJ Djuna Barnes. Opførte sideløbende forestillingen Kinoplex – fragmenter af en erindringsprotokol på Københavns Musikteater. 
Var gennem 2011 og 2012 tilbagevendende gæst i DR2’s Smagsdommerne. Gæsteoptrådte som solist i Podlasie Operaen i Polen i sommeren 2012. Udsendte samme efterår albummet If Power Asks Why i samarbejde med mezzosopranen Andrea Pellegrini og den klassiske pianist Tanja Zapolski samt essaysamlingen Nostatic!. I januar 2013 var If Power Asks Why indstillet til P2's "Lyt til Nyt"-pris. Seneste soloalbum med titlen Phasewide, Exit Signs udkom i april 2013.
2014 til 2015 - 'Prototype/Protokol', 'Efterladt' og 'H'
Skrev og opførte i efteråret 2014 Prototype/Protokol, en musikalsk iscenesat performanceforestilling i samarbejde med Lydenskab og Staal Film. Udgav i begyndelsen af 2015 spoken word-pladen Efterladt, en musikalsk iscenesættelse af den afdøde polsk-danske digter Janina Katz’ sidste tekster. Skrev samme år musikken til Ingvar Cronhammar-udstillingen H, en omfattende installation ,der kunne opleves i Cisternerne i København fra marts og året ud.
2017 - '1971–1985' og 'Design'
Udgav i august 2017 det selvbiografiske værk 1971–1985, hans på det tidspunkt første bogudgivelse i fem år. Skrev samme efterår musikken til den store retrospektive udstilling Ingvar Cronhammar – Design, der åbnede på HEART (Herning Museum of Contemporary Art). I samme anledning udsendtes en kombineret bog/dobbelt-lp-boks med editerede udgaver af de i alt fire musikværker, som Hall i perioden 2001 til 2017 har skrevet til forkellige Cronhammar-projekter ("Elia", "Racing Cars", "H" og "Design").
2018 - 'A Brief Summary' og 'Services Rendered'
Udsendte i maj 2018 det retrospektive dobbeltalbum A Brief Summary, der gik direkte ind som #2 på Danmarks officielle vinylhitliste i uge 19 (Halls på det tidspunkt højeste hitlisteplacerig nogensinde). Pladen indeholder flere nye indspilninger, bl.a. den digitale singleforløber ”Lesser Gods”. Spillede i efteråret 2018 sine første koncerter i mere end fem år, bl.a. på Fuglsøcentret og i Bremen Teater. Udgav i samme periode sit første nyskrevne nummer i fem år, 12"-singlen og videoen Services Rendered.
2021 til 2022 - 'Inkubation'
Udsendte i efteråret 2021 det roste spoken word-bokssæt Inkubation, i samarbejde med den elektroniske musiker Thomas Li. Udgivelsen fulgtes i samme periode og i begyndelsen af 2022 op af en række live-performances i samarbejde med den visuelle kunstner Motorsaw, bl.a. på Teater Momentum, i Sankt Jakobs Kirken i København og i Aalborg Kongres & Kultur Center.

## Diskografi

### Udgivet under eget navn
- 1st – 18th, MC (1980)
- Den triumferende Amor, MC (1980)
- Uden titel, MC (1981)
- Ritual, 12" (1983)
- Inskription, MC (1984), genudgivet som CD i 2003
- Relief, LP (1985)
- Cutting Through (The Final Recordings), dobbelt-LP (1986)
- Beat of the Drum, 7"/12" (1988)
- Presence, CD/LP/MC (1988)
- Real Thing 1989, 7"/12" (1989)
- Counterpoint (The Point of No Return Soundtrack), 12" (1989)
- The Martin Hall Document (Fragments 1981-85), CD (1989)
- Cutting Through (The Re-release), LP (1989)
- Hall of Mirrors, MC (1989)
- Imperfect, CD/LP (1990)
- Palladium, 7" (1990)
- A Martin Hall Index, MC (1991)
- Strange Delight, CDS (1993)
- A Touch of Excellence, CD/LP (1993)
- Angel of the Night, CDS (1994)
- Cradlemoon, CDS (1996)
- Random Hold, CD (1996)
- Extended Play, CDEP (1996)
- Hallmark 1-4, EP (1997)
- Testcards 1989-1995, Dobbelt CD (1997)
- Performance, CD (1997)
- Burning Sugar, CDS (1999)
- Adapter, CD (1999)
- Just a Feeling, CDS (1999)
- Testcards 1994-1997, Dobbelt CD (1999)
- My Argentine Rose, CDS (2001)
- Metropolitan Suite, CD (2001)
- Elia, CD (2001)
- Camille (Original Soundtrack), CD (2002)
- Inskription, CD (2003)
- Music Hall, CD (2003)
- The Wheelchair Wilstyle Soundtrack, CD (2003)
- Introducing Roseland, CDEP (2005)
- Damage Control, CDEP (2006)
- Facsimile, CD (2006)
- Hindsgavl Slot 180605, CD (2006)
- Torn Envelope (radio remix), digitalsingle (2006)
- Racing Cars – The Art Dimension, CD (2006)
- World on a String, digitalsingle (2007)
- Catalogue (Martin Hall 1980-2007), 5 CD + 1 DVD (2007)
- Catalyst (Singles 1982-2008), CD (2008)
- Random Hold (Special Edition, CD (2009)
- Hospital Cafeterias, CD (2009)
- Relief/Cutting Through (special edition), CD (2009)
- Mirrorball, CDS/digitalsingle (2009)
- Live At St. Paul's, DVD (2010)
- Phasewide, Exit Signs, CD/LP (2013)
- Random Hold (remastered vinyl edition 2017), LP (2017)
- Hall Cronhammar Index, kombineret bog/dobbelt-LP-boks (2017)
- Lesser Gods, digitalsingle (2018)
- A Brief Summary, dobbelt-LP/CD/MC (2018)
- Services Rendered, 12"-single (2018)

### Udgivet i samarbejde med andre
- Avenues of Oblivion, 7", m. Ballet Mécanique (1980)
- Concert of the Moment, triple-LP m. diverse kunstnere (1980)
- The Icecold Waters of the Egocentric Calculation, LP, m. Ballet Mécanique (1981), genudgivet i speciel dobbelt-CD udgave i 2006
- Vietato ai Minori, MC, m. diverse kunstnere (1981)
- Traxtra, LP m. diverse kunstnere (1982)
- For, LP, m. Ballet Mécanique (1982)
- Sister Culture, 7", m. Before (1983)
- Apparently All the Same, LP, m. Under For (1984)
- Free-Force Structure, 12", m. Under For (1984)
- Fusion, 12", m. SS-Say (1985)
- Years of Struggle Against the Lies, the Stupidity and the Cowardice, MC, m. Pesteg Dred (1985)
- Warfare, 12", m. Under For (1985)
- Treatment, 12", m. Front And Fantasy (1985)
- Untitled, Dobbelt 7", m. Peter Bonde (1990)
- Dreamworld, LP, m. And Then Again (1990)
- The Rainbow Theatre, CD/LP, m. Irma Victoria And The Martin Hall Orchestra (1990)
- A Mind and Media Index, MC m. diverse kunstnere (1991)
- Read Only Memory, CD, m. Read Only Memory (1991)
- A Split Index, MC, m. Read Only Memory & Peter Bonde (1991)
- All the Way Down, 7", m. Read Only Memory (1993)
- Sweet Mystery, CDS, m. NTT (1993)
- Phantasmagoria (The Second Coming), CD, m. Irma Victoria And The Hatebox Experience (1994)
- Hip, CD, m. Irma Victoria And The Hatebox Experience (1995)
- Phase III, CD, m. Trauma (1998)
- Hope, DB-CD, m. diverse i forb. med udstillingen "International Symposium Of Electronic Art" (1998)
- Gilles' Requiem, CD, soundtrack til teaterforestilling m. diverse kunstnere (1999)
- Trace, DB-CD m. diverse i forb. med udstillingen "The Liverpool Biennial Of Contemporary Art" (bl.a. Yoko Ono, Lee Mark Ranaldo og Will Sergeant) (1999)
- Playlist, CD, m. Saccharin (2000)
- Boel & Hall, CD, m. Hanne Boel (2000)
- Memorial (Finest Moments and Famous Last Words), Dobbelt-CD, m. Irma Victoria (2001)
- A Wish of Life, CD, m. Before (2003)
- Das mechanische Klavier, CD, m. Andrea Pellegrini og Herbert Zeichner (2004)
- The Icecold Waters of the Egocentric Calculation (special edition), Dobbelt CD, m. Ballet Mécanique (2006)
- Intellectual Self-Mutilation, 7", m. Ballet Mécanique (2006)
- Onesided LP, LP, m. Efterklang (2006)
- Færden, CD, m. Nicolaj Stochholm og Søren E. Jensen (2008)
- Delirious, MP3, m. Marybell Katastrophy (2008)
- Apparently all The Same' (special edition feat. ISCM World Music Days performance), CD, m. Under For (2009)
- Totem/Nattens engel', DVD, m. Under For m.fl. (2010)
- Kinoplex' (lydbog med eget soundtrack, MP3-DVD, Martin Hall og Christian Skeel (2010)
- I Have Seen You through the Years, Worn by Different Faces, CD/LP, m. Pesteg Dred, SS-Say (2010)
- Minute Papillon, CD-boks, m. diverse kunstnere (2011)
- 30 Minutes, CD, m. Before (2011)
- Performing Apart, CD, m. Martin Hall & Tone (2012)
- If Power Asks Why, CD/LP, m. Andrea Pellegrini & Tanja Zapolski (2012)
- Efterladt, CD/LP, m. Janina Katz (2015)
- Inkubation, kombineret bog/CD/dobbelt-LP-boks (2021)

## Musikalske samarbejder
Ud over selv at have stiftet og spillet med grupperne Ballet Mécanique, Dialogue, Under For, SS-Say, Pesteg Dred, Front & Fantasy, And Then Again, Read Only Memory, NTT samt Saccharin, har Martin Hall også spillet med følgende bands og orkestre: Before, No Knox, Alive With Worms, Tee Vee Pop, strygekvaretten Den Danske Kvartet, orkesteret The Vista Dome Ensemble, kammerensemblet Storstrøms Kammerensemble samt DR’s Big Band. 
Har yderligere indspillet med f.eks. det tyske industrial-act Trauma, danske Efterklang, Raveonettes-sangerinden Sharin Foo, Palle Mikkelborg, Bjørn Svin, Dub Tractor og Else Marie Pade samt Marybell Katastrophy, Of The Wand And The Moon og Tone. 

## Som sangskriver og komponist for andre kunstnere
Som sangskriver og komponist har Martin Hall bl.a. skrevet materiale til det Grammy-vindende album ”Heart of Desert Longing” (1995) med Ester Brohus og til Hanne Boels platin-album ”Silent Violence” (1996), ”Need” (1998) samt ”Boel & Hall” (2000). Har ligeledes skrevet materiale til sangerinder som Caroline Henderson, Aud Wilken, Irma Victoria, Andrea Pellegrini og Lise Westzynthius.

## Teaterensembler
Dannede i 1982 performance-teaterensemblet The Art Ensemble of Copenhagen sammen med (senere arkitekt) Ken Rivad og (senere billedkunstner) Jørgen Fog, med hvem han opførte “Giv folket brød, vi spiser kage” i april samme år. Skabte en ny konstellation af samme idé med ensemblet The Body Art Ensemble of Copenhagen, med hvem han i december 1984 opførte den senerehen både berygtede og kanoniserede multimedie-forestilling “Parade” (det er i denne forestilling, at Hall bl.a. har sex med andre mænd samt skærer sig selv til blods på scenen). 
Har yderligere samarbejdet med Billedstofteateret i forbindelse med forestillingen “Forben” ved arrangementet ”Fortropper” (1981) samt med [Nyt Dansk Danseteater i forestillingen “Mellem To Evigheder” (1986). Har ligeledes skrevet musikken til Operanords ”Gilles' Requiem” (1999), Ole Bornedals ”Gud bevare Danmark” (1999), supplerende musik til den legendariske ”Aladdin”-forestilling af Adam Oehlenschlæger (en række separate kompositioner til Carl Nielsens originalmusik) (2000) samt Gladsaxe Teaters store nyopførelse af ”Kameliadamen” (2002). Opførte i 2010 forestillingen "Kinoplex" baseret på eget manus og egen musik med bl.a. fortæller Herbert Zeichner og mezoosopran Andrea Pellegrini i samarbejde med Københavns Musikteater og Kulturværftet i Helsingør.
Havde i efteråret 2014 premiere på forestillingen "Prototype/Protokol", der blev lavet i samarbejde med Lydenskab og Staal Film, og som bl.a. blev opført på Den Kongelige Danske Ambassade i Berlin. 

### Teaterforestillinger
- Forben (1981) (Billedstofteateret)
- Giv folket brød, vi spiser kage (The Art Ensemble of Copenhagen) (1982)
- Parade (The Body Art Ensemble of Copenhagen) (1984)
- Mellem To Evigheder (Nyt Dansk Danseteater) (1986)
- Gilles' Requiem (Operanord) (1999)
- Gud bevare Danmark (Østre Gasværk/Ole Bornedal) (1999)
- Aladdin (Gladsaxe Teater) (2000)
- Kameliadamen (Gladsaxe Teater) (2002)
- Kinoplex (Københavns Musikteater) (2010)
- If Power Asks Why (Katapult Teatret + Teater Grob) (2012)
- Prototype/Protokol (KØS, Gran Teater, Københavns Musikteater + Den Kongelige Danske Ambassade i Berlin) (2014)

## Andre kunstneriske samarbejder
- Traxtra (1982)
- Maler Peter Bonde (1990-1992)
- Billedkunstner Bjarne Solberg (1993)
- Instruktør Ole Bornedal (1999)
- Billedkunstner Christian Skeel (2001-2017)
- Ingvar Cronhammar (2001-2017)
- Lyriker Per Højholt (2004)
- Digter Nicolaj Stochholm (2006-2009)
- Komponist Else Marie Pade (2007-2009)
- Claus Beck-Nielsen Memorial / Das Beckwerk (2008-2009)
- Gruppen Efterklang (2006-2009)
- Mezzosopranen Andrea Pellegrini (2002-2012)
- Pianist Othon Mataragas (2013)
- Avantgarde-ensemblet Lydenskab (2012-2015)
- Digter Janina Katz (2013-2015)

## Udstillinger m.m.
- Gammel Kongevej 13 AB-projektet (1980)
- The Art and Music Triangle Project (1981)
- ISCM World Music Days (1983)
- Gud og grammatik (1984)
- Digtere Under Verden (1996)
- International Symposium of Electronic Art (John Moores University, Liverpool) (1998)
- The Liverpool Biennial Of Contemporary Art (1999)
- A Hospital Room (Ystads Konstmuseum) (2001)
- Kulturbro-biennalen (2002)
- Kopfkino (2005)
- As If Through a Glass and Darkly (Odense Teknikum) (2007)
- H (Cisternerne) (2015)

## Film
- Nattens engel (Claus Bohm) (1981)
- Totem (Claus Bohm) (1985)
- Nat og dag - et moderne eventyr (Claus Bohm) (1994)
- Digter (Claus Bohm) (2000)
- Tågekysten (Patricia Davelouis) (2004)
- Flammen & Citronen (Ole Christian Madsen) (2008)